# Guacamaya, Chiapas
Guacamaya är en ort i Mexiko.   Den ligger i kommunen Larráinzar och delstaten Chiapas, i den sydöstra delen av landet, 700 km öster om huvudstaden Mexico City. Guacamaya ligger 2 095 meter över havet och antalet invånare är 102.
Terrängen runt Guacamaya är varierad. Runt Guacamaya är det ganska tätbefolkat, med 166 invånare per kvadratkilometer. Närmaste större samhälle är Bochil, 16,0 km nordväst om Guacamaya. I omgivningarna runt Guacamaya växer i huvudsak städsegrön lövskog.